# BZ Гончих Псов
BZ Гончих Псов (лат. BZ Canum Venaticorum), HD 112082 — двойная звезда в созвездии Гончих Псов на расстоянии приблизительно 1408 световых лет (около 432 парсек) от Солнца. Звёздная величина диапазона Hp звезды — от +7,47m до +7,32m.
Открыта Томасом Лебцелтером и Францем Кершбаумом в 1996 году*.

## Характеристики
Первый компонент — красный гигант, пульсирующая полуправильная переменная звезда типа SRB (SRB) или медленная неправильная переменная звезда (LB) спектрального класса M2, или M3III, или M4, или M6, или Ma. Масса — около 1,282 солнечной, радиус — около 153,99 солнечного, светимость — около 1100,109 солнечной. Эффективная температура — около 3534 K.
Второй компонент — коричневый карлик. Масса — около 21,76 юпитерианской. Удалён в среднем на 1,625 а.е..